# Argusville (Dakota del Norte)
Argusville es una ciudad ubicada en el condado de Cass en el estado estadounidense de Dakota del Norte. En el censo de 2010 tenía una población de 475 habitantes y una densidad poblacional de 45,74 personas por km².

## Geografía
Argusville se encuentra ubicada en las coordenadas 47°3′0″N 96°56′35″O / 47.05000, -96.94306. Según la Oficina del Censo de los Estados Unidos, Argusville tiene una superficie total de 10.39 km², de la cual 10.39 km² corresponden a tierra firme y (0%) 0 km² es agua.

## Demografía
Según el censo de 2010, había 475 personas residiendo en Argusville. La densidad de población era de 45,74 hab./km². De los 475 habitantes, Argusville estaba compuesto por el 97.89% blancos, el 0.21% eran afroamericanos, el 1.47% eran amerindios, el 0% eran asiáticos, el 0% eran isleños del Pacífico, el 0% eran de otras razas y el 0.42% pertenecían a dos o más razas. Del total de la población el 0% eran hispanos o latinos de cualquier raza.